# Staustufe Hessigheim
Die Staustufe Hessigheim ist die – vom Rhein aus gesehen – 16. Staustufe am Neckar. Bei Hessigheim gelegen, besteht sie aus einer Doppelschleuse am rechten Ufer, einem dreifeldrigen Wehr und einem Laufwasserkraftwerk am linken Ufer. 

## Erneuerung
2010 wurde die linke Schleusenkammer stillgelegt, nachdem das Untertor durch einen Schadensfall irreparabel beschädigt worden war. Bei Untersuchungen wurde festgestellt, dass auch das Obertor erneuert werden musste. Zwischen 2013 und 2016 wurde die linke Schleusenkammer saniert. Dabei waren Arbeiten am Massivbau notwendig, zudem wurden die Antriebs-, Elektro-, Steuerungs- und Nachrichtentechnik so modernisiert, dass zukünftig eine Fernbedienung der Schleusen erfolgen könnte.
Für die geplante Verlängerung der rechten Schleusenkammer wurde ab Juli 2016 der Baugrund an der Schleuse Hessigheim untersucht. Dabei wurden am Oberhaupt der Schleuse Hohlräume vorgefunden, wegen denen die rechte Schleusenkammer Ende 2016 stillgelegt wurde.
Auf der rechten Neckarseite steht eine Bootsschleppe zur Verfügung, die mit 600 m sehr lang ist.